# جاي رييس
جاي رييس مواليد 25 فبراير 1987 في كيزون، هو لاعب كرة سلة فلبيني. بدأ مسيرته الاحترافية في سنة 2010. يلعب في الرابطة الفلبينية لكرة السلة كلاعب هجوم خلفي.

## المسيرة الاحترافية
لعب مع باوريد تايغرز في موسم 2010–2011، ثم لعب مع تي إن تي كاتروبا في موسم 2013–2014، ثم لعب مع ميرالكو بولتز في سنة 2015.